# Wladimir Alexandrowitsch Smirnow
Wladimir Alexandrowitsch Smirnow (russisch Владимир Александрович Смирнов; * 5. April 1936 in Odessa) ist ein ukrainisch-russischer Astronom, Historiker und Schriftsteller.

## Leben
Smirnows Vater Alexander Timofejewitsch Smirnow leitete den Lehrstuhl für Politökonomie der Universität Odessa (OGU). Während der rumänischen Verwaltung Odessas 1941–1944 im Deutsch-Sowjetischen Krieg begann Smirnow den Schulbesuch 1943 in Odessa an der zehnjährigen Stoljarski-Musikschule. Während der Rückeroberung Odessas durch die Rote Armee brannte das Schulgebäude aus, aber der Schulbetrieb wurde in einem anderen Gebäude fortgesetzt. Klavierunterricht hatte Smirnow bei Rosalija Solomonowna Kogan-Schwarzman. Die Schule schloss er 1954 mit einer Silbermedaille ab. Darauf begann er das Studium 1954 an der physikalisch-mathematische Fakultät der OGU. Während des Studiums veröffentlichte er seinen ersten wissenschaftlichen Aufsatz über die Bedeutung einer Arbeit Leonhard Eulers für die Musiktheorie, wofür er einen Preis bekam. 1959 schloss er das Studium mit Auszeichnung ab und heiratete seine Studienkollegin Janina Porschesinska, mit der er 1961 die Tochter Tatjana und 1970 den Sohn Alexander bekam.
Nach dem Universitätsabschluss wurde Smirnow wissenschaftlicher Mitarbeiter des Gravimetrischen Observatoriums Poltawa der Akademie der Wissenschaften der Ukrainischen Sozialistischen Sowjetrepublik. Dort untersuchte er die Polbewegung der Erde und verfasste einen Aufsatz zusammen mit dem Astronomen N. I. Patschenko. Dazu begann er die Fern-Aspirantur am Lehrstuhl für Astronomie der OGU.
1961 kehrte Smirnow nach Odessa zurück und wurde an der OGU Aspirant bei Igor Stanislawowitsch Astapowitsch und nach dessen Weggang nach Kiew bei Wladimir Platonowitsch Zessewitsch (bis 1964). Am Observatorium der OGU arbeitete sich Smirnow in die Theorie und Praxis der Spektrometrie der Meteore ein. An der dortigen Arbeit beteiligten sich Aspiranten in Frunse und Aschgabat. Wsewolod Wladimirowitsch Fedynski organisierte die gemeinsame Arbeit Smirnows mit Aspiranten am Astrophysikalischen Laboratorium Aschgabad zur Ausmessung der Meteor-Spektren nach der von Smirnow entwickelten Methode. Daraus resultierten später die Kandidat- und die Doktor-Dissertation des Aspiranten S. Muchamednasarow aus Aschgabad. 1968 wurde Smirnow nach Verteidigung seiner Dissertation über die Spektrometrie von Meteoren zum Kandidaten der physikalisch-mathematischen Wissenschaften promoviert.
1969 wurde Smirnow Lektor und 1972 Dozent am Odessaer A. S. Powpow-Institut für Fernmeldetechnik (OEIIS). Er hielt Vorlesungen über Physik und Astronomie und beschäftigte sich weiter mit den Meteoren. Auch veröffentlichte er Arbeiten mit methodischem und philosophischem Charakter. 1974 wurde er Dozent am Lehrstuhl für Physik und Meteorologie des Odessaer Landwirtschaftsinstituts. 1976 kehrte er an das OEIIS zurück und blieb dort bis zu seiner Pensionierung 1999. Er ist Mitglied der European Geophysical Society und assoziiertes Mitglied des Committee on Space Research (COSPAR).
Nach der Veröffentlichung seiner Monografie über die Spektren kurzzeitiger atmosphärischer Lichtphänomene, d. h. der Meteore, legte Smirnow 1999 dem wissenschaftlichen Rat am Astronomischen Hauptobservatorium der Nationalen Akademie der Wissenschaften der Ukraine seine Doktor-Dissertation über die Meteorspektren vor, die jedoch nicht zur Verteidigung zugelassen wurde, da die Kommission in der Arbeit nicht mindestens drei von der Obersten Attestierungskommission akzeptierte wissenschaftliche Arbeiten enthielt.
Seit 1989 beteiligt sich Smirnow als Mitglied an der Arbeit der Memorial Odessa, deren Vorsitzender er gegenwärtig ist. Auch ist er Mitglied der Gesellschaft Opfer der politischen Unterdrückung. Er schuf unter dem Titel Requiem des 20. Jahrhunderts ein fünfbändiges Werk über die Stalinschen Säuberungen in Odessa mit einem Epilog, dem er ein von Wladimir Afanassjewitsch Schwez vertontes Fragment eines Gedichts von Anna Andrejewna Achmatowa für drei Solisten, Chor und Klavier hinzufügte. In den Bänden sind auch die Tagebücher des Lehrers der Stoljarski-Musikschule Wladimir Afanassjewitsch Schwez der Jahre 1940–1990 mit Smirnows Erinnerungen und Kommentaren enthalten. Dargestellt wurden die Schicksale des Musikers Theophil Richter (Vater Swjatoslaw Teofilowitsch Richters), des Komponisten S. Orlow, des Physikers Boris Fjodorowitsch Zomakion, der Rektoren des Volksbildungsinstituts, der Direktoren des Archäologischen Museums, der Sängerin Wera Georgijewna Beloussowa (Frau des Sängers Pjotr Konstantinowitsch Leschtschenko) und vieler anderer Künstler, Schriftsteller und Lehrer. Auch wurde das Leben während der rumänischen Herrschaft im Kriege dargestellt. Einen besonderen Artikel widmete er dem Astronomen Konstantin Dorimedontowitsch Pokrowski. Smirnows Artikel über Theophil Richter wurde von dem Musikwissenschaftler Detlef Gojowy ins Deutsche übersetzt mit dem Titel Vom Winde verweht (Zur Familiengeschichte Swatoslaw Richters).